# Celestino Camilla
Celestino Camilla (Niella Tanaro, Cuneo, Piemont, 17 de setembre de 1917) va ser un ciclista italià de naixement, però que es nacionalitzà francès el 5 d'agost de 1949. Va ser professional entre 1938 i 1948 obtenint els seus majors èxits esportius a la Volta a Espanya, on aconseguí dues victòries d'etapa en l'edició de 1942.

## Palmarès
- 1942
  - Vencedor de 2 etapes a la Volta a Espanya
- 1946
  - 1r als Boucles de Sospel
  - 1r al Gran Premi del Var
- 1947
  - 1r al Gran Premi Marca i vencedor d'una etapa

### Resultats a la Volta a Espanya
- 1942. 16è de la classificació general. Vencedor de 2 etapes